# Стельмах, Ярослав Михайлович
Яросла́в Миха́йлович Сте́льмах (укр. Ярослав Михайлович Стельмах; 30 ноября 1949, Киев — 4 августа 2001, там же) — советский и украинский драматург и детский писатель. Заслуженный деятель искусств Украины (1999).

## Биография
Ярослав Михайлович Стельмах родился 30 ноября 1949 г. в Киеве в семье известного украинского писателя Михаила Стельмаха. Окончил Киевский педагогический институт иностранных языков, Высшие литературные курсы в Москве и аспирантуру. Работал преподавателем в высших учебных заведениях, переводчиком.
Известный литератор Абрам Кацнельсон вспоминал времена, когда он поддержал на Всесоюзном семинаре молодых писателей молодого украинского драматурга Ярослава Стельмаха, порекомендовав его пьесы знаменитому тогда Афанасию Салынскому — председателю совета по драматургии Союза писателей СССР, который формировал репертуар всех театров по стране. Ярослав очень пришелся по душе Салынскому своими произведениями и, главное, скромностью. В беседах он ни разу не вспомнил, что является сыном классика украинской литературы, лауреата всех существовавших тогда премий, Михаила Стельмаха.
Ярослав Стельмах известен прежде всего как драматург. Среди его пьес есть произведения для детей: «Школьная драма», «Викентий Прерозумний» и другие. Пьесы «Привет, Синичка» и «Спроси когда-то у трав» входили в репертуар многих театров СССР. Занимался Ярослав Стельмах переводчеством.
Он также писал рассказы, повести для детей: «Химера лесного озера, или Митькозавр из Юркивки», «Однажды в чужом лесу», «Лучшая палатка» и другие. Произведения Стельмаха отмечаются захватывающим сюжетом, тонким юмором, ярко изображенными фигурами маленьких героев.

### Автокатастрофа и смерть
Автомобильная катастрофа, произошедшая 4 августа 2001 года в Киеве, преждевременно оборвала жизнь писателя. После него осталось богатое литературное наследие и сценарии пьес. Похоронен Ярослав Стельмах в Киеве на Байковом кладбище рядом с могилой отца.

## Фильмография
- 1963 — Люди не всё знают — сын Дмитра
- 1987 — Цыганка Аза
- 1990 — Провинциалки
- 1995 — Остров любви (Фильм пятый. «Кошечка»)

## Звания
- Заслуженный деятель искусств Украины (1999)[1]